# Martin Kunz
Martin Gregor Kunz (Basilea, 6 ottobre 1947 – Lugano, 25 ottobre 2021) è stato uno storico dell'arte e curatore d'arte svizzero.

## Biografia
Martin Kunz nasce a Basilea nel 1947. Dal 1967 al 1972 studia storia dell'arte, archeologia e filosofia a Basilea, dove si laurea con una tesi su Marcel Duchamp. In seguito, svolge ricerche sull’architettura industriale britannica al Courtauld Institute di Londra .
Dopo un intenso periodo come critico e curatore freelance, Martin Kunz nel 1977 viene nominato direttore del Kunstmuseum di Lucerna, succedendo a Jean-Cristophe Ammann, dove resterà per dodici anni. Negli anni Ottanta al ruolo istituzionale di direttore affianca un’intensa attività come curatore indipendente, ad esempio per la Biennale di Venezia dove cura l’edizione del 1980 in collaborazione con Michael Compton, Harald Szeemann e Achille Bonito Oliva. Conclusa l’esperienza al Kunstmuseum di Lucerna si trasferisce a New York dove fonda la New York Kunsthalle. Nei primi anni 2000 fa ritorno in Svizzera dove dirige per un breve periodo il Museo Comunale di Ascona e fonda K10, uno spazio espositivo indipendente che diventa anche archivio personale. 
Muore nell’ottobre 2021, all’età di 74 anni, dopo una lunga malattia. Nel 2022 l’archivio e la biblioteca di Martin Kunz sono stati acquisiti dalla Biblioteca dell'Accademia di architettura di Mendrisio.

## Opere (parziale)
- “Conversione dell’azione fisica in intensità psichica dell’immagine (nella pittura, nel disegno, o nell’ambiente)” in La Biennale di Venezia settore Arti Visive : catalogo generale 1980, Venezia, Edizioni La Biennale di Venezia, 1980
- Arte Svizzera ’70-’80: Regionalismo/internazionalismo. Bilancio di un nuovo atteggiamento dell’arte svizzera degli anni Settanta, Lucerna, Kunstmuseum, 1981
- Giulio Paolini, Hortus Clausus: 29.3.-3.5.1981, Kunstmuseum Luzern, Lucerna, Kunstmuseum, 1981
- Schweizer Kunst '70-'80 : Regionalismus/Internationalismus, Bilanz einer neuen Haltung in der Schweizer Kunst der 70er Jahre am Beispiel von 30 Künstlern, Lucerna, Kunstmuseum, 1982
- Suspended, light: Alexander Fischer & Juan Uslé, Swiss Institute, New York, New York, Swiss Institute, 1991

## Mostre (selezione)
- 1979 - Joseph Beuys : Spuren in Italien, Kunstmuseum Luzern
- 1980 - L’arte negli anni Settanta, XXXIX Esposizione internazionale d'arte della Biennale di Venezia
- 1981 - Schweizer Kunst '70-'80: Regionalismus/Internationalismus, Bilanz einer neuen Haltung in der Schweizer Kunst der 70er Jahre am Beispiel von 30 Künstlern, Kunstmuseum Luzern
- 1981 - ARTE SVIZZERA ' 70/' 80, MAMBO, Bologna
- 1987/1988 - Edinburgh International - reason and emotion in contemporary art, Royal Scottish Academy, Edinburgh
- 1991 - Suspended, light: Alexander Fischer & Juan Uslé, Swiss Institute, New York
- 1993 - Felix Droese : Vanishing Images, New York Kunsthalle